# フアン・ロペス・モクテズマ
フアン・ロペス・モクテズマ（Juan López Moctezuma）は、メキシコ出身の脚本家、映画監督。

## 監督作品
- ター博士の拷問地下牢 Dr.Tarr's Torture Dungeon (1972)
- ブラッディ･マリー/邪悪なカクテル Mary, Mary, Bloody Mary (1974)
- 鮮血の女修道院/愛欲と情念の呪われた祭壇 Alucarda (1978)
- キラー・ストレンジャー To Kill a Stranger (1983)

## その他の作品
- ファンドとリス Fando and Lis (1967)